# Domshof-Passage

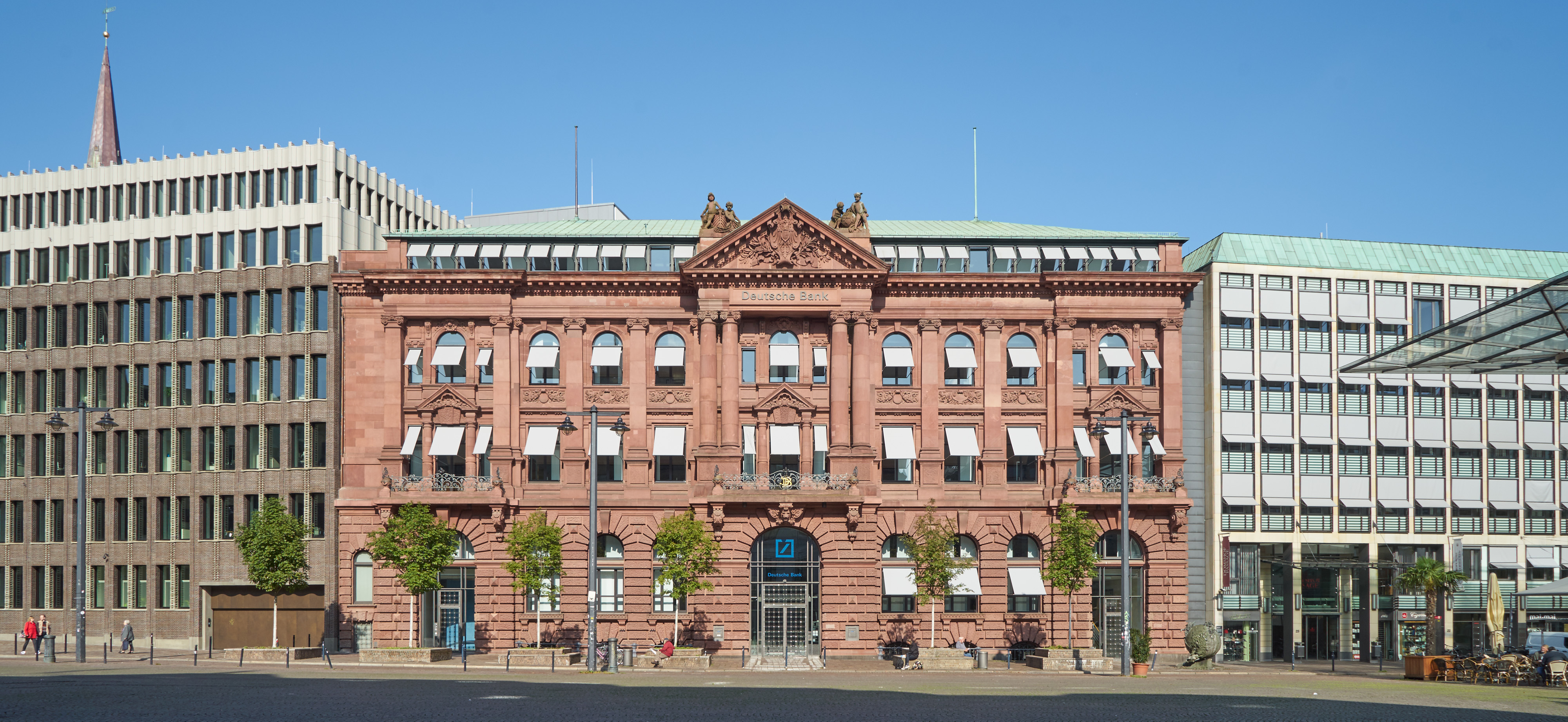
Mitte: Deutsche Bank, rechts Bürogebäude mit Zugang zur Passage

Die Domshof-Passage in Bremen-Mitte ist eine Einkaufspassage aus dem 20. Jahrhundert und eine kurze Straße als Teil der Fußgängerzone in der Altstadt. Sie führt westlich vom Domshof zur Katharinenstraße, durch die Katharinen-Passage zur Sögestraße.

## Geschichte

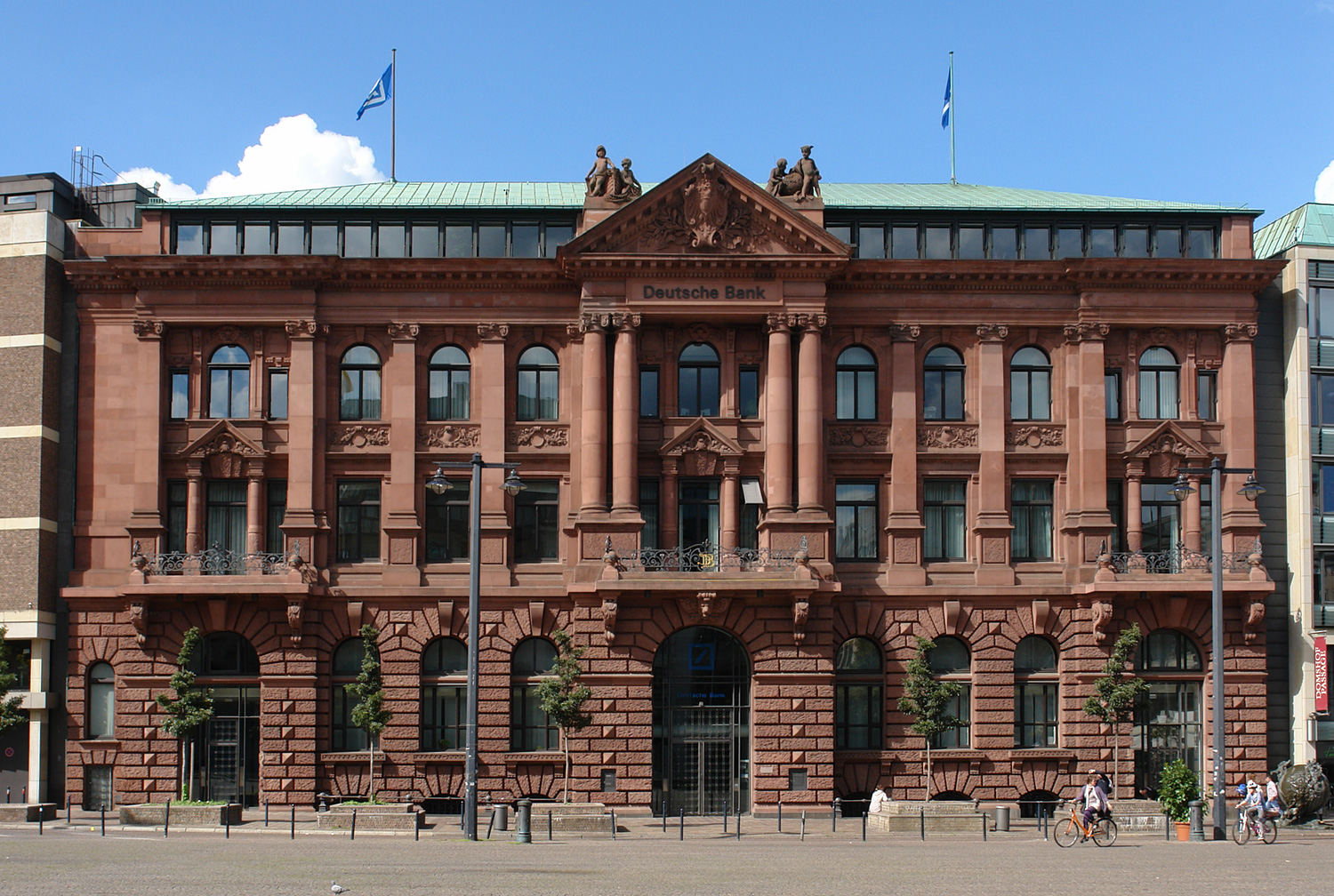
Deutsche Bank

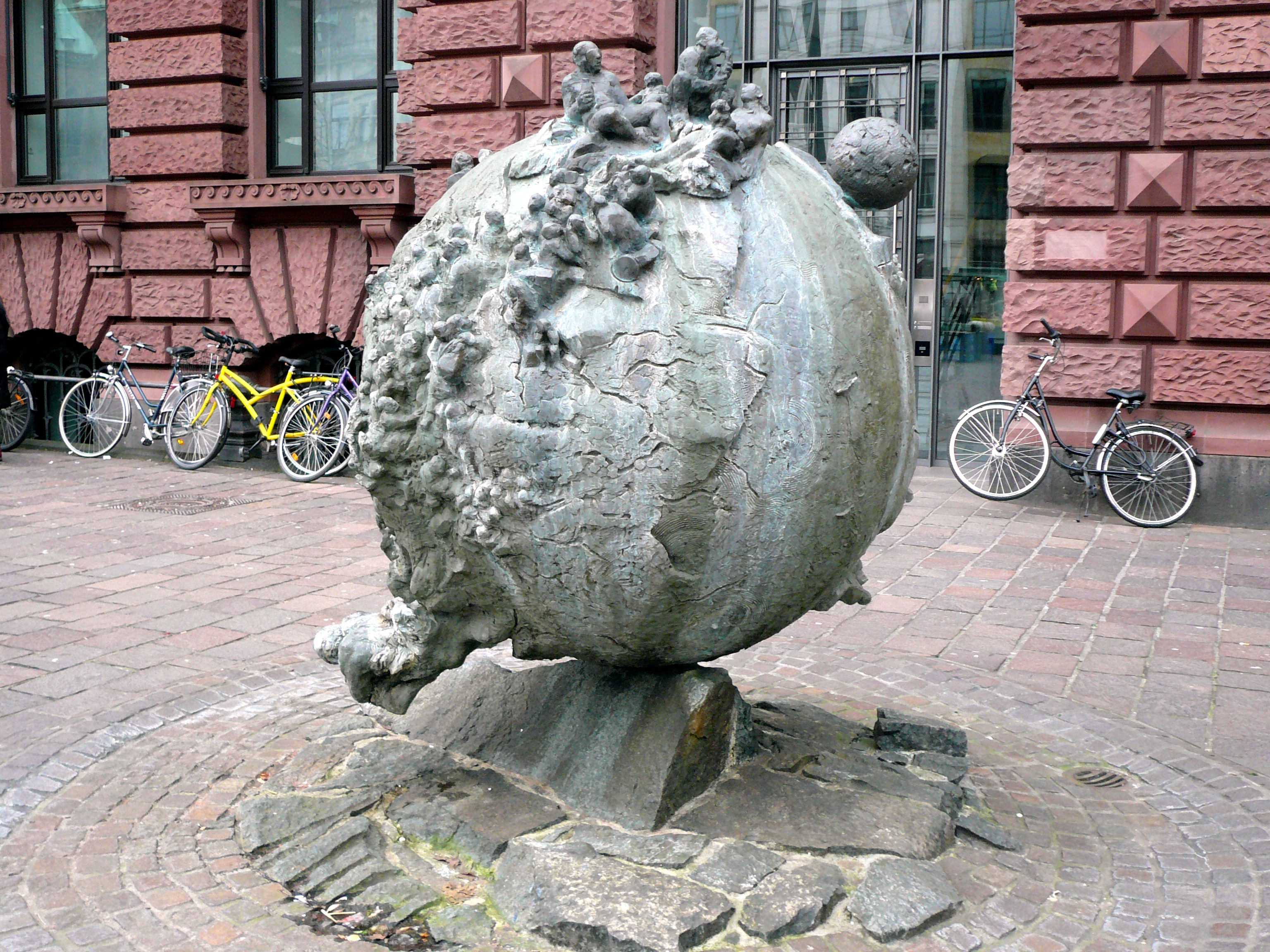
Weltkugelbrunnen von 1996

Benannt wurde die Passage nach dem historischen Domshof am Bremer Dom.
Die Passage befindet sich zwischen zwei Gebäuden der Deutschen Bank.
Südlich steht seit 1891 das Gebäude der Bank nach Plänen von Wilhelm Martens (Berlin).
Nördlich erweiterte sich 1965 die Deutsche Bank mit einem Bürogebäude auf dem Eckgrundstück Domshof Nr. 21 a, auf dem einst das von Heinrich Müller entworfene Museum stand.
1998 entstand nach Plänen von Haslob, Hartlich und Partner die zweigeschossige Passage mit 15 Läden sowie einem Zugang zur Deutschen Bank und Büros und einer Galerie im Obergeschoss. Die Passage wird von einem Tonnengewölbe aus Glas überdeckt.
Vor der Passage steht seit 1999 das Domshof-Forum nach Plänen von Joachim Schürmann als hohes Glasdach mit einem Restaurant. Beim Eingang Domshof wurde 1996 der Weltkugelbrunnen Unser Planet, entworfen vom Bildhauer Bernd Altenstein, aufgestellt. Reliefartig werden Motive aus der Geschichte der Menschheit dargestellt.
Vor dem Eingang Schüsselkorb halten die Bremer Straßenbahnlinien 4, 6 und 8 sowie die Buslinien 24 und 25.